# Trofeo Oro in Euro 2024
De twaalfde editie van de Italiaanse wielerwedstrijd Trofeo Oro in Euro vond plaats op 3 maart 2024. De wedstrijd startte en finishte in Cinquale en had de UCI-categorie 1.1. De Italiaanse Elisa Longo Borghini won en volgde zo haar land- en ploeggenoote Gaia Realini op op de erelijst.

## Uitslag
| Plaats  | Naam                          | Ploeg                       | Tijd     |
| ------- | ----------------------------- | --------------------------- | -------- |
| Winnaar | Elisa Longo Borghini          | Lidl-Trek                   | 2u34'54" |
| 2       | Karlijn Swinkels              | UAE Team ADQ                | + 32"    |
| 3       | Ruth Edwards                  | Human Powered Health        | z.t.     |
| 4       | Julie Bego                    | Cofidis                     | z.t.     |
| 5       | Kim Cadzow                    | EF Education-Cannondale     | z.t.     |
| 6       | Erica Magnaldi                | UAE Team ADQ                | z.t.     |
| 7       | Nikola Nosková                | Cofidis                     | + 39"    |
| 8       | Silvia Persico                | UAE Team ADQ                | + 1'39"  |
| 9       | Solbjørk Minke Anderson       | Uno-X Mobility              | z.t.     |
| 10      | Gaia Realini                  | Lidl-Trek                   | z.t.     |
| 11      | Marta Lach                    | CERATIZIT-WNT               | + 1'42"  |
| 12      | Letizia Borghesi              | EF Education-Cannondale     | + 2'38"  |
| 13      | Anouska Koster                | Uno-X Mobility              | z.t.     |
| 14      | Katia Ragusa                  | Human Powered Health        | z.t.     |
| 15      | Marta Jaskulska               | CERATIZIT-WNT               | z.t.     |
| 16      | Anastasija Kolesava           | Canyon//SRAM Generation     | z.t.     |
| 17      | Henrietta Christie            | Human Powered Health        | z.t.     |
| 18      | Cédrine Kerbaol               | CERATIZIT-WNT               | z.t.     |
| 19      | Katrine Aalerud               | Uno-X Mobility              | z.t.     |
| 20      | Federica Damiana Piergiovanni | UAE Team ADQ                | z.t.     |
|         |                               |                             |          |
| 56      | Tess Moerman                  | DD Group-Multum Accountants | + 4'07"  |